# Кудрявцева, Анна Викторовна
А́нна Ви́кторовна Кудря́вцева (род. 4 декабря 1981, Ленинград, СССР) — российский учёный, доктор биологических наук, лауреат Премии президента РФ в области науки и инноваций для молодых учёных. Автор открытия по расшифровке новых механизмов, лежащих в основе возникновения и развития специфического метаболизма злокачественных эпителиальных опухолей (совместно с Алексеем Дмитриевым).

## Биография
Анна Кудрявцева родилась 4 декабря 1981 года в Ленинграде. В детстве хотела стать врачом, но семья настаивала на музыкальной карьере, поэтому девочку отдали в ССМШ имени Н. А. Римского-Корсакова. Тем не менее, Анна не отказалась от своей мечты и в качестве дополнительного образования посещала занятия на малом биологическом факультете СПбГУ, вследствие чего её исходный интерес к медицине сдвинулся в сторону биологии. Окончательный выбор в пользу науки произошел в возрасте 17 лет, когда её отец умер от рака.
В 2010 году защитила диссертацию «Дифференциальная экспрессия онкозначимых генов при светлоклеточном раке почки».
В 2017 году Кудрявцева стала лауреатом Премии президента РФ в области науки и инноваций для молодых учёных. Совместно с Алексеем Дмитриевым ей удалось расшифровать новые механизмы, лежащие в основе возникновения и развития специфического метаболизма злокачественных эпителиальных опухолей. Работа была сконцентрирована на выявлении новых онко-ассоциированных генов и определении механизмов нарушения их работы при некоторых наиболее часто встречающихся злокачественных новообразованиях, а также на поиске общих изменений и индивидуальных особенностей. Было идентифицировано более 30 генов, для которых впервые показана вовлеченность в один или несколько из исследованных видов рака: легкого, молочной железы, толстой кишки, предстательной железы, шейки матки, почки и яичника. Результаты исследования внесли значительный вклад в определение механизмов образования и развития злокачественных опухолей и таким образом заложили основу для успешного внедрения новых методов диагностики и лечения рака в России.
В 2018 году Кудрявцева стала лауреатом международной премии L’Oreal-UNESCO «Для женщин в науке». В качестве стипендиата L’Oreal-UNESCO она получила вознаграждение в размере 100 тыс. евро.
Кудрявцева является ведущим научным сотрудником Института молекулярной биологии имени В. А. Энгельгардта РАН, где руководит лабораторией постгеномных исследований. Кроме того, Кудрявцева возглавляет Межинститутский центр коллективного пользования «Геном» ИМБ РАН, а также является научным сотрудником патологоанатомического отделения Национального медицинского исследовательского радиологического центра (НМИРЦ).
В 2022 году поддержала вторжение России на территорию Украины, аргументировав это целью уничтожить «украинский нацизм» и остановить «геноцид жителей ДНР и ЛНР».
В 2024 году являлась доверенным лицом кандидата в президенты России Владимира Путина.